# Protepicorsia agraptalis
Protepicorsia agraptalis är en fjärilsart som beskrevs av Paul Dognin 1903. Protepicorsia agraptalis ingår i släktet Protepicorsia och familjen Crambidae. Inga underarter finns listade i Catalogue of Life.